# Halberstadt
Halberstadt är en stad i Landkreis Harz i förbundslandet Sachsen-Anhalt i östra Tyskland.

## Historia
Halberstadt blev omkring 820 biskopssäte, var 989 marknadsplats, och erhöll tidigt stadförförfattning. 1226 kom Halberstadt under biskopen av biskopsdömet med samma namn.
Biskopssätets ursprungligen vidsträckta områden förminskades 968 till förmån för Magdeburg och Merseburg, samtidigt som ärkebiskopens världsliga makt ökade. Biskop Albrecht I (1304-1324) avrundade stiftets besittningar och Albrecht II (1324-58) gav stiftet den utformningen som den sedan kom att behålla. 1566 valde kapitlet i Halberstadt den 2-årige braunschweigske prinsen Heinrich Julius (död 1613) till biskop för att utplåna stiftets betydande skulder. Denne, från 1579 även världslig regent i Halberstadt och 1589 även hertig av Braunschweig avskaffade 1591 katolicismen. Han efterträddes av sina tre söner efter varandra: Heinrich Karl, Rudolf och Christian. Den siste biskopen var från 1627 habsburgaren Leopold Wilhelm. I westfaliska freden 1648 tilldömdes Halberstadt Brandenburgs kurfurstar. 1807 tillföll det Westfalen och 1814 åter Preussen.

## Kända personer
- Adolphe Hirsch
- Georg Stumme
- Helmuth Weidling
- Jürgen Sparwasser
- Max Hirsch

## Bildgalleri

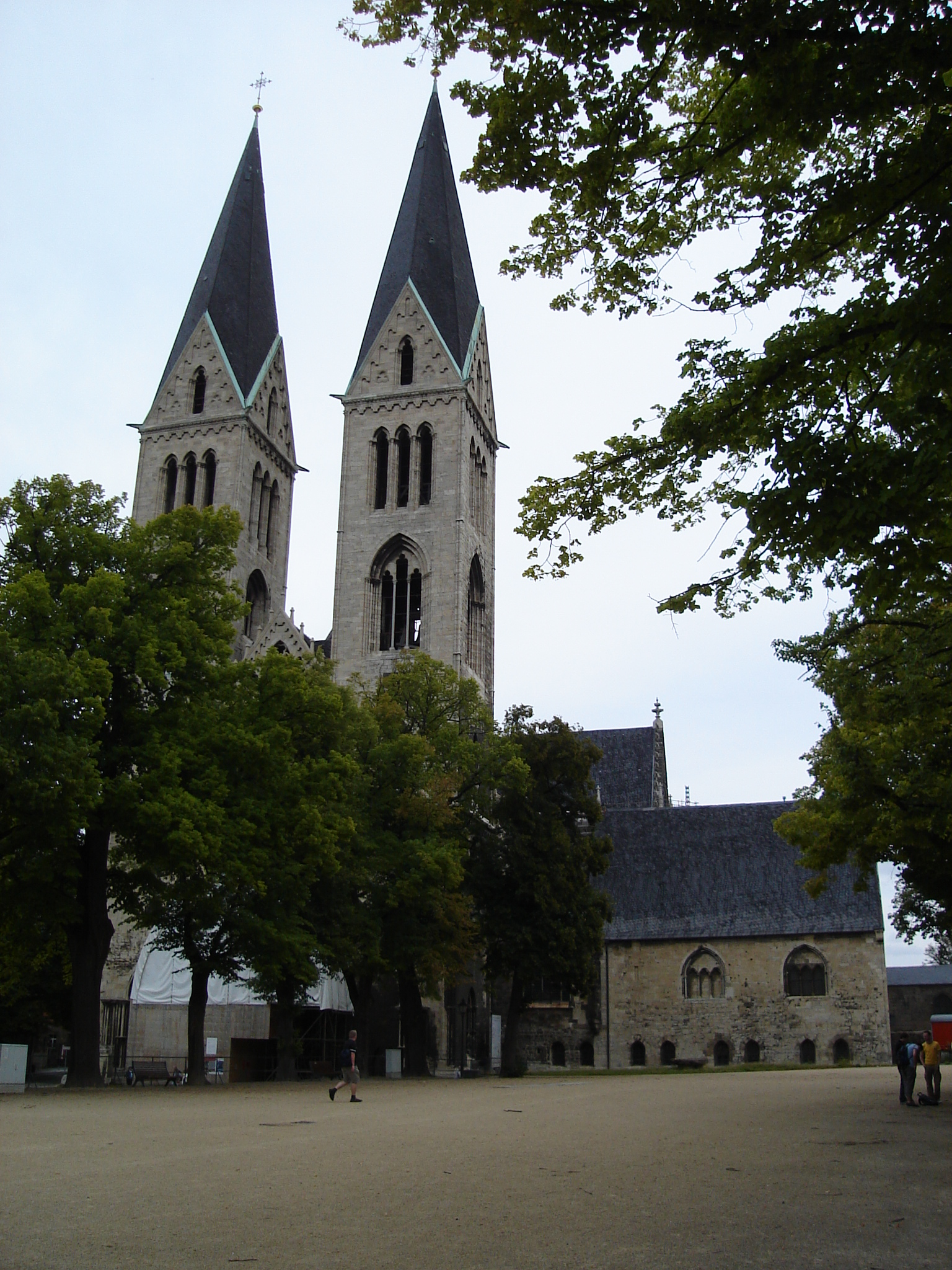
Halberstadts domkyrka
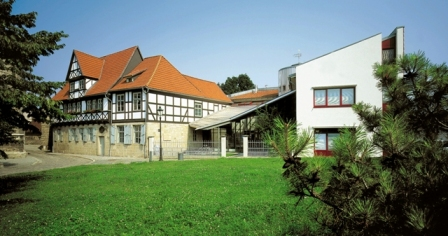
Gleimhaus